# Храпылево
Храпылёво — деревня в Рязанском районе Рязанской области. Входит в состав Листвянского сельского поселения.

## География
Находится в северо-западной части Рязанской области на расстоянии приблизительно 24 км на юго-восток по прямой от вокзала станции Рязань I.

## История
Деревня была отмечена уже на карте 1850 года как поселение с 11 дворами. В 1859 году здесь (тогда деревня Рязанского уезда Рязанской губернии) было учтено 11 дворов, в 1897 — 36.

## Население
Численность населения: 144 человека (1859 год), 243 (1897), 25 в 2002 году (русские 100 %), 40 в 2010.